# Poco Loco
Poco Loco is een nummer van de Belgische danceact Poco Loco Gang uit 1999. Het is de eerste single van hun album The Album.
Het nummer dankt zijn naam aan de discotheek Poco Loco in het Vlaamse Ninove, waar Fred Vandermast en Reinier Vanloo dj's waren. Aan het nummer werkten ook zangeres Saïda, dansers Mike en Saïda, (en een robot) mee. Samen met de hulp van Star Records werd het nummer op vinyl geperst. In 10 dagen tijd werden er meer dan 800 exemplaren van verkocht, waarna Arcade Music de cd-single op het Bit-label uitbracht en de plaat begin januari 1999 in de Vlaamse Tipparade terechtkwam. Al snel werd het nummer een ongekend succes. Er werden meer dan 25.000 exemplaren verkocht in België. Het nummer was goed voor een 2e positie in de Vlaamse Ultratop 50. Niet veel later sloeg het succes ook over naar Nederland, daar schopte het nummer het tot de 6e positie in de Nederlandse Top 40.